# Andronymus
Andronymus is een Afrotropisch geslacht van vlinders van de familie van de dikkopjes (Hesperiidae), uit de onderfamilie van de Hesperiinae. De wetenschappelijke naam van dit geslacht is voor het eerst voorgesteld door William Jacob Holland in een publicatie uit 1896.

## Soorten
- A. bjornstadi Congdon, Kielland & Collins, 1998
- A. caesar (Fabricius, 1793)
- A. evander (Mabille, 1890)
- A. fenestra Belcastro & Sáfián, 2019
- A. fenestrella Bethune-Baker, 1908
- A. fontainei Larsen & Congdon, 2012
- A. gander Evans, 1946
- A. helles Evans, 1937
- A. hero Evans, 1937
- A. magma Sáfián & Tropek, 2019
- A. marcus Usher, 1980
- A. marina Evans, 1937
- A. neander (Plötz, 1884)
- A. teresae Collins & Sáfián, 2020